# アエロロジック
アエロロジック（AeroLogic）は、ドイツ、ライプツィヒ近郊のシュコイディッツを拠点とする貨物航空会社。DHLエクスプレスとルフトハンザ・カーゴの合弁事業として設立された。ライプツィヒ・ハレ空港とフランクフルト空港をハブ空港とし、長距離国際線を運行している。

## 歴史
2007年12月12日にDHLエクスプレスとルフトハンザ・カーゴの合弁事業として設立され、ボーイング777Fの受領に合わせ2009年6月29日に運行を開始した。ボーイング777Fの運行はドイツの航空会社としては初めてのことだった。
2017年10月、日本の国土交通省より外国人国際航空運送事業の経営許可を取得、10月29日よりライプツィヒ - 成田 - 香港 - ライプツィヒ路線を運航する。

## 就航路線
アエロロジックは2通りの運行を行っており、平日はDHLエクスプレスとしてアジア方面に、週末はルフトハンザ・カーゴとしてアメリカとを結んでいる。就航路線は下記。
| 都市                         | 国               | 空港                                             |
| ---------------------------- | ---------------- | ------------------------------------------------ |
| マナーマ                     | バーレーン       | バーレーン国際空港                               |
| ダッカ                       | バングラデシュ   | シャージャラル国際空港                           |
| ブリュッセル                 | ベルギー         | ブリュッセル空港                                 |
| 香港                         | 香港             | 香港国際空港                                     |
| 上海                         | 中国             | 上海浦東国際空港                                 |
| フランクフルト               | ドイツ           | フランクフルト空港 [ハブ]                        |
| ライプツィヒ                 | ドイツ           | ライプツィヒ・ハレ空港 [ハブ]                    |
| ベンガルール（バンガロール） | インド           | ケンペゴウダ国際空港                             |
| ムンバイ                     | インド           | チャトラパティ・シヴァージー国際空港             |
| ミラノ                       | イタリア         | ベルガモ・オーリオ・アル・セーリオ空港           |
| ラホール                     | パキスタン       | アッラーマ・イクバール国際空港                   |
| シンガポール                 | シンガポール     | シンガポール・チャンギ空港                       |
| 東京                         | 日本             | 成田国際空港                                     |
| 大阪                         | 日本             | 関西国際空港                                     |
| ソウル                       | 韓国             | 仁川国際空港                                     |
| バンコク                     | タイ王国         | スワンナプーム国際空港                           |
| アシガバート                 | トルクメニスタン | アシガバート空港                                 |
| ドバイ                       | アラブ首長国連邦 | ドバイ国際空港                                   |
| ノッティンガム               | イギリス         | イースト・ミッドランズ空港                       |
| アトランタ                   | アメリカ合衆国   | ハーツフィールド・ジャクソン・アトランタ国際空港 |
| シカゴ                       | アメリカ合衆国   | シカゴ・オヘア国際空港                           |
| ヒューストン                 | アメリカ合衆国   | ジョージ・ブッシュ・インターコンチネンタル空港   |
| ロサンゼルス                 | アメリカ合衆国   | ロサンゼルス国際空港                             |
| ニューヨーク                 | アメリカ合衆国   | ジョン・F・ケネディ国際空港                      |
| タシュケント                 | ウズベキスタン   | タシュケント国際空港                             |

## 機材

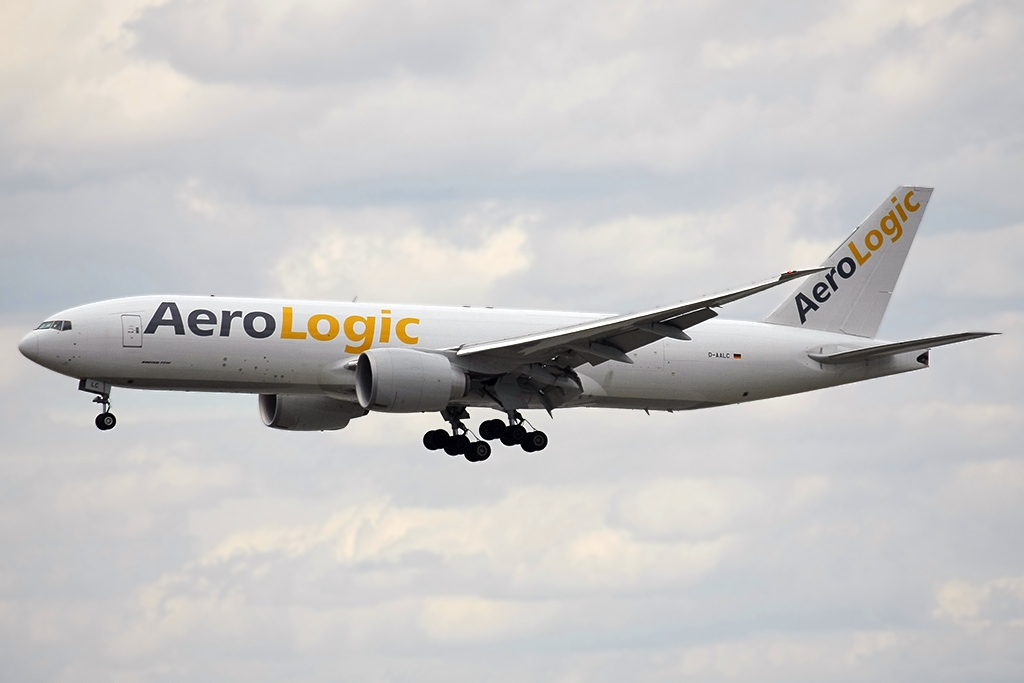
ボーイング777F

2022年5月現在のアエロロジックの機材